# Jan Postulka
Jan Postulka - directór técnico de fútbol Checo que celebró sus más grandes éxitos en América Central durante los años 90. Entrenador de Liga Deportiva Alajuelense uno de los equipos más conocidos y más exitosos de América Central, donde incluso dejó una marca de 33 juegos sin conocer la derrota en 1992 (récord histórico de la Primera División de Costa Rica).
. Como jugador jugaba por Sparta de Praga, Inter Bratislava y Bohemians de Praga. En Sparta Praga (el equipo más famoso y más exitoso de la República Checa y uno de los más famosos y más exitosos de Europa de Este) entrenó dos años con Josef Chovanec, el entrenador del Equipo de la República Checa Nacional.

## Carrera y Títulos
- 1983-87 Bohemians Praga - 1.Liga de Checoslovaquia
  - 1983     Campeón de Checoslovaquia
  - 1983–87  participación en UEFA CUP

- 1991–93 L.D.Alajuelense - 1.Liga de Costa Rica - Director técnico
  - Campeón de Costa Rica
  - Campeón de América Central y zona Caribe
  - Finalista de CONCACAF

- 1996-98 Sparta Praga - 1.Liga Checa - Asistente Técnico
  - 2x Campeón de la República Checa
  - 2x participación en "UEFA Champions League" (Liga de Campeones)

- 1998–99 Municipal Guatemala 1.Liga de Guatemala - Director técnico
  - Vencedor de la Copa de Guatamala
  - Vencedor de la Copa LG (Costa Rica)

- 2000–04 FK Teplice 1.Liga Checa - Asistente Técnico y Director técnico
  - Vencedor de la Copa Checa
  - participación en la Copa de UEFA

- 2007 FC Banants Yerevan 1.Liga de Armenia - Director técnico
  - Vencedor de la Copa de Armenia 2007